# Wyścig Brazylii WTCC 2011
Wyścig Brazylii WTCC 2011 – pierwsza runda World Touring Car Championship w sezonie 2011 i szósty z kolei Wyścig Brazylii. Rozegrał się on w dniach 18-20 marca 2011 na torze Autódromo Internacional de Curitiba w mieście Pinhais przy granicy z Kurytybą w Brazylii. Po raz piąty runda ta stanowiła inaugurację sezonu. W pierwszym wyścigu zwyciężył Robert Huff z Chevroleta, a w drugim jego zespołowy kolega Alain Menu.

## Wypowiedzi zwycięzców
To był wspaniały weekend dla zespołu i wyjazd z Brazylii jako lider mistrzostw sprawia, że jestem bardzo zadowolony! Pierwszy wyścig był dosyć monotonny, musieliśmy po prostu zakończyć pracę jaką zaczęliśmy w kwalifikacjach. Drugi wyścig był bardzo intensywny. Za Coronelem mój silnik trochę przygasł i gdy Yvan mnie wyprzedził mieliśmy niezłą walkę przez dwa kolejne zakręty, ale wszystko poszło OK.

Dużo lepszy dzień niż wczoraj! Miałem szczęście z powodu kary nałożonej na Bartha, ale po pechu z zeszłego roku myślę, że to była po prostu sprawiedliwa rekompensata... Miałem kiepski start i musiałem walczyć, żeby odzyskać prowadzenie. Tarquiniego wyprzedziłem stosunkowo łatwo, ale Coronel był dużo mocniejszy. Wiedziałem, że jedynym miejscem w którym mogę to zrobić był koniec prostej startowej, gdzie mogłem zahamować trochę później, więc nie przegapiłem okazji kiedy zostawił mi trochę wolnego miejsca na wewnętrznej.

## Lista startowa
| Nr | Kierowca            | Zespół                      | Samochód             | Klasa |
| -- | ------------------- | --------------------------- | -------------------- | ----- |
| 1  | Yvan Muller         | Chevrolet                   | Chevrolet Cruze 1.6T | M     |
| 2  | Robert Huff         | Chevrolet                   | Chevrolet Cruze 1.6T | M     |
| 3  | Gabriele Tarquini   | Lukoil – SUNRED             | SEAT León 2.0 TDI    | M     |
| 4  | Aleksiej Dudukało   | Lukoil – SUNRED             | SEAT León 2.0 TDI    | MYJ   |
| 6  | Carlos "Cacá" Bueno | Chevrolet                   | Chevrolet Cruze 1.6T | M     |
| 7  | Fredy Barth         | SEAT Swiss Racing by SUNRED | SEAT León 2.0 TDI    | MYJ   |
| 8  | Alain Menu          | Chevrolet                   | Chevrolet Cruze 1.6T | M     |
| 9  | Darryl O’Young      | Bamboo Engineering          | Chevrolet Lacetti    | MYJ   |
| 10 | Yukinori Taniguchi  | Bamboo Engineering          | Chevrolet Lacetti    | MYJ   |
| 11 | Kristian Poulsen    | Liqui Moly Team Engstler    | BMW 320 TC           | MY    |
| 12 | Franz Engstler      | Liqui Moly Team Engstler    | BMW 320 TC           | MY    |
| 15 | Tom Coronel         | ROAL Motorsport             | BMW 320 TC           | M     |
| 17 | Michel Nykjær       | SUNRED Engineering          | SEAT León 2.0 TDI    | MYJ   |
| 18 | Tiago Monteiro      | SUNRED Engineering          | SEAT León 2.0 TDI    | M     |
| 20 | Javier Villa        | Proteam Racing              | BMW 320 TC           | MY    |
| 21 | Fabio Fabiani       | Proteam Racing              | BMW 320si            | MYJ   |
| 25 | Mehdi Bennani       | Proteam Racing              | BMW 320 TC           | MY    |
| 30 | Robert Dahlgren     | Polestar Racing             | Volvo C30            | M     |
| 65 | Marchy Lee          | DeTeam KK Motorsport        | BMW 320 TC           | MY    |
| 74 | Pepe Oriola         | SUNRED Engineering          | SEAT León 2.0 TDI    | MYJ   |
| Nr | Kierowca            | Zespół                      | Samochód             | Klasa |

| Symbol | Klasa                                   |
| ------ | --------------------------------------- |
| M      | Producent (Manufacturers' Championship) |
| Y      | Niezależny (Yokohama Trophy)            |
| J      | Specyfikacja 2010 (Jay-Ten Trophy)      |

## Wyniki

### Sesje treningowe
| Sesja | Nr | Kierowca    | Zespół    | Samochód             | Czas     | Okr. |
| ----- | -- | ----------- | --------- | -------------------- | -------- | ---- |
| 1     | 2  | Robert Huff | Chevrolet | Chevrolet Cruze 1.6T | 1:33,507 | 12   |
| 2     | 1  | Yvan Muller | Chevrolet | Chevrolet Cruze 1.6T | 1:22,455 | 13   |

### Kwalifikacje
| Poz.    | Nr      |         | Kierowca            | Zespół                      | Samochód             | Q1       | Q2       | Poz. s. R1 | Poz. s. R2 |
| II etap | II etap | II etap | II etap             | II etap                     | II etap              | II etap  | II etap  | II etap    | II etap    |
| ------- | ------- | ------- | ------------------- | --------------------------- | -------------------- | -------- | -------- | ---------- | ---------- |
| 1       | 2       |         | Robert Huff         | Chevrolet                   | Chevrolet Cruze 1.6T | 1:23,059 | 1:21,758 | 1          | 6          |
| 2       | 1       |         | Yvan Muller         | Chevrolet                   | Chevrolet Cruze 1.6T | 1:22,980 | 1:22,147 | 2          | 8          |
| 3       | 6       |         | Carlos "Cacá" Bueno | Chevrolet                   | Chevrolet Cruze 1.6T | 1:23,084 | 1:22,503 | 3          | 5          |
| 4       | 17      | Y       | Michel Nykjær       | SUNRED Engineering          | SEAT León 2.0 TDI    | 1:23,180 | 1:22,632 | 4          | 2          |
| 5       | 11      | Y       | Kristian Poulsen    | Liqui Moly Team Engstler    | BMW 320 TC           | 1:22,925 | 1:22,678 | 5          | 9          |
| 6       | 3       |         | Gabriele Tarquini   | Lukoil – SUNRED             | SEAT León 2.0 TDI    | 1:23,095 | 1:22,842 | 6          | 4          |
| 7       | 18      |         | Tiago Monteiro      | SUNRED Engineering          | SEAT León 2.0 TDI    | 1:22,869 | 1:22,925 | 7          | 10         |
| 8       | 15      |         | Tom Coronel         | ROAL Motorsport             | BMW 320 TC           | 1:23,138 | 1:23,095 | 8          | 3          |
| 9       | 7       | Y       | Fredy Barth         | SEAT Swiss Racing by SUNRED | SEAT León 2.0 TDI    | [ 3 ]    | 1:23,338 | 20         | 19         |
| 10      | 12      | Y       | Franz Engstler      | Liqui Moly Team Engstler    | BMW 320 TC           | 1:23,008 | 1:36,098 | 9          | 7          |
| I etap  |         |         |                     |                             |                      |          |          |            |            |
| 11      | 8       |         | Alain Menu          | Chevrolet                   | Chevrolet Cruze 1.6T | 1:23,260 | –        | 10         | 1          |
| 12      | 30      |         | Robert Dahlgren     | Polestar Racing             | Volvo C30            | 1:23,300 | –        | 11         | 11         |
| 13      | 74      | Y       | Pepe Oriola         | SUNRED Engineering          | SEAT León 2.0 TDI    | 1:23,343 | –        | 12         | 12         |
| 14      | 25      | Y       | Mehdi Bennani       | Proteam Racing              | BMW 320 TC           | 1:23,556 | –        | 13         | 13         |
| 15      | 65      | Y       | Marchy Lee          | DeTeam KK Motorsport        | BMW 320 TC           | 1:24,111 | –        | 14         | 14         |
| 16      | 20      | Y       | Javier Villa        | Proteam Racing              | BMW 320 TC           | 1:24,268 | –        | 15         | 15         |
| 17      | 4       | Y       | Aleksiej Dudukało   | Lukoil – SUNRED             | SEAT León 2.0 TDI    | 1:24,781 | –        | 16         | 16         |
| 18      | 10      | Y       | Yukinori Taniguchi  | Bamboo Engineering          | Chevrolet Lacetti    | 1:25,069 | –        | 17         | 17         |
|         | 21      | Y       | Fabio Fabiani       | Proteam Racing              | BMW 320si            | 1:29,666 | –        | 18         | 18         |
|         | 9       | Y       | Darryl O’Young      | Bamboo Engineering          | Chevrolet Lacetti    | [ 3 ]    | –        | 19         | 20         |
| Poz.    | Nr      |         | Kierowca            | Zespół                      | Samochód             | Q1       | Q2       | Poz. s. R1 | Poz. s. R2 |

#### Warunki atmosferyczne[3]
| Temperatura toru      | 21 °C |
| Temperatura powietrza | 17 °C |
| Słońce                | nie   |
| Opady deszczu         | nie   |
| Sucho                 |       |

### Wyścig 1
| Poz.              | +/- | Nr |   | Kierowca            | Zespół                      | Samochód             | Okr. | Czas/Strata | Pkt. | Komentarz         |
| ----------------- | --- | -- | - | ------------------- | --------------------------- | -------------------- | ---- | ----------- | ---- | ----------------- |
| 1                 |     | 2  |   | Robert Huff         | Chevrolet                   | Chevrolet Cruze 1.6T | 14   | 19:29,481   | 25   |                   |
| 2                 |     | 1  |   | Yvan Muller         | Chevrolet                   | Chevrolet Cruze 1.6T | 14   | +0,873      | 18   |                   |
| 3                 |     | 6  |   | Carlos "Cacá" Bueno | Chevrolet                   | Chevrolet Cruze 1.6T | 14   | +3,924      | 15   |                   |
| 4                 | 4   | 15 |   | Tom Coronel         | ROAL Motorsport             | BMW 320 TC           | 14   | +12,714     | 12   |                   |
| 5                 |     | 11 | Y | Kristian Poulsen    | Liqui Moly Team Engstler    | BMW 320 TC           | 14   | +13,004     | 10   |                   |
| 6                 | 4   | 8  |   | Alain Menu          | Chevrolet                   | Chevrolet Cruze 1.6T | 14   | +13,402     | 8    |                   |
| 7                 | 1   | 3  |   | Gabriele Tarquini   | Lukoil – SUNRED             | SEAT León 2.0 TDI    | 14   | +14,214     | 6    |                   |
| 8                 | 4   | 17 | Y | Michel Nykjær       | SUNRED Engineering          | SEAT León 2.0 TDI    | 14   | +14,716     | 4    |                   |
| 9                 |     | 12 | Y | Franz Engstler      | Liqui Moly Team Engstler    | BMW 320 TC           | 14   | +19,100     | 2    |                   |
| 10                | 3   | 25 | Y | Mehdi Bennani       | Proteam Racing              | BMW 320 TC           | 14   | +19,591     | 1    |                   |
| 11                | 4   | 18 |   | Tiago Monteiro      | SUNRED Engineering          | SEAT León 2.0 TDI    | 14   | +20,001     |      |                   |
| 12                | 1   | 30 |   | Robert Dahlgren     | Polestar Racing             | Volvo C30            | 14   | +20,343     |      |                   |
| 13                | 1   | 74 | Y | Pepe Oriola         | SUNRED Engineering          | SEAT León 2.0 TDI    | 14   | +25,098     |      |                   |
| 14                | 1   | 20 | Y | Javier Villa        | Proteam Racing              | BMW 320 TC           | 14   | +25,527     |      |                   |
| 15                | 5   | 7  | Y | Fredy Barth         | SEAT Swiss Racing by SUNRED | SEAT León 2.0 TDI    | 14   | +28,285     |      |                   |
| 16                | 2   | 65 | Y | Marchy Lee          | DeTeam KK Motorsport        | BMW 320 TC           | 14   | +41,400     |      |                   |
| 17                | 1   | 4  | Y | Aleksiej Dudukało   | Lukoil – SUNRED             | SEAT León 2.0 TDI    | 14   | +41,820     |      |                   |
| 18                | 1   | 10 | Y | Yukinori Taniguchi  | Bamboo Engineering          | Chevrolet Lacetti    | 14   | +45,265     |      |                   |
| 19                | 1   | 21 | Y | Fabio Fabiani       | Proteam Racing              | BMW 320si            | 13   | +1 okr.     |      |                   |
| Niesklasyfikowani |     |    |   |                     |                             |                      |      |             |      |                   |
|                   |     | 9  | Y | Darryl O’Young      | Bamboo Engineering          | Chevrolet Lacetti    | 4    |             |      | kolizja z barierą |
| Poz.              | +/- | Nr |   | Kierowca            | Zespół                      | Samochód             | Okr. | Czas/Strata | Pkt. | Komentarz         |

#### Najszybsze okrążenie
| Nr | Kierowca    | Zespół    | Samochód             | Czas     | Okr. |
| -- | ----------- | --------- | -------------------- | -------- | ---- |
| 2  | Robert Huff | Chevrolet | Chevrolet Cruze 1.6T | 1:22,890 | 5    |

#### Warunki atmosferyczne[3]
| Temperatura toru      | 23 °C |
| Temperatura powietrza | 17 °C |
| Słońce                | nie   |
| Opady deszczu         | nie   |
| Sucho                 |       |

### Wyścig 2
| Poz.              | +/- | Nr |   | Kierowca            | Zespół                      | Samochód             | Okr. | Czas/Strata | Pkt. | Komentarz                        |
| ----------------- | --- | -- | - | ------------------- | --------------------------- | -------------------- | ---- | ----------- | ---- | -------------------------------- |
| 1                 |     | 8  |   | Alain Menu          | Chevrolet                   | Chevrolet Cruze 1.6T | 14   | 19:38,428   | 25   |                                  |
| 2                 | 1   | 15 |   | Tom Coronel         | ROAL Motorsport             | BMW 320 TC           | 14   | +0,265      | 18   |                                  |
| 3                 | 5   | 1  |   | Yvan Muller         | Chevrolet                   | Chevrolet Cruze 1.6T | 14   | +0,917      | 15   |                                  |
| 4                 | 2   | 2  |   | Robert Huff         | Chevrolet                   | Chevrolet Cruze 1.6T | 14   | +1,321      | 12   |                                  |
| 5                 |     | 6  |   | Carlos "Cacá" Bueno | Chevrolet                   | Chevrolet Cruze 1.6T | 14   | +2,409      | 10   |                                  |
| 6                 | 2   | 3  |   | Gabriele Tarquini   | Lukoil – SUNRED             | SEAT León 2.0 TDI    | 14   | +4,512      | 8    |                                  |
| 7                 | 3   | 18 |   | Tiago Monteiro      | SUNRED Engineering          | SEAT León 2.0 TDI    | 14   | +7,810      | 6    |                                  |
| 8                 | 7   | 20 | Y | Javier Villa        | Proteam Racing              | BMW 320 TC           | 14   | +16,894     | 4    |                                  |
| 9                 |     | 12 | Y | Franz Engstler      | Liqui Moly Team Engstler    | BMW 320 TC           | 14   | +17,571     | 2    |                                  |
| 10                | 2   | 74 | Y | Pepe Oriola         | SUNRED Engineering          | SEAT León 2.0 TDI    | 14   | +20,361     | 1    |                                  |
| 11                | 9   | 9  | Y | Darryl O’Young      | Bamboo Engineering          | Chevrolet Lacetti    | 14   | +27,978     |      |                                  |
| 12                | 4   | 4  | Y | Aleksiej Dudukało   | Lukoil – SUNRED             | SEAT León 2.0 TDI    | 14   | +31,428     |      |                                  |
| 13                | 2   | 30 |   | Robert Dahlgren     | Polestar Racing             | Volvo C30            | 14   | +35,296     |      |                                  |
| 14                | 5   | 11 | Y | Kristian Poulsen    | Liqui Moly Team Engstler    | BMW 320 TC           | 14   | +35,770     |      |                                  |
| 15                | 2   | 10 | Y | Yukinori Taniguchi  | Bamboo Engineering          | Chevrolet Lacetti    | 14   | +36,203     |      |                                  |
| 16                | 2   | 65 | Y | Marchy Lee          | DeTeam KK Motorsport        | BMW 320 TC           | 14   | +39,845     |      |                                  |
| Niesklasyfikowani |     |    |   |                     |                             |                      |      |             |      |                                  |
|                   |     | 7  | Y | Fredy Barth         | SEAT Swiss Racing by SUNRED | SEAT León 2.0 TDI    | 7    |             |      | kolizja z barierą                |
|                   |     | 21 | Y | Fabio Fabiani       | Proteam Racing              | BMW 320si            | 7    |             |      | ukończył, strata 7 okr. - silnik |
|                   |     | 17 | Y | Michel Nykjær       | SUNRED Engineering          | SEAT León 2.0 TDI    | 5    |             |      | kolizja z Poulsenem              |
| Nie wystartowali  |     |    |   |                     |                             |                      |      |             |      |                                  |
|                   |     | 25 | Y | Mehdi Bennani       | Proteam Racing              | BMW 320 TC           | –    |             |      | silnik                           |
| Poz.              | +/- | Nr |   | Kierowca            | Zespół                      | Samochód             | Okr. | Czas/Strata | Pkt. | Komentarz                        |

#### Najszybsze okrążenie
| Nr | Kierowca    | Zespół    | Samochód             | Czas     | Okr. |
| -- | ----------- | --------- | -------------------- | -------- | ---- |
| 2  | Robert Huff | Chevrolet | Chevrolet Cruze 1.6T | 1:22,943 | 5    |

#### Warunki atmosferyczne[3]
| Temperatura toru      | 24 °C |
| Temperatura powietrza | 17 °C |
| Słońce                | nie   |
| Opady deszczu         | nie   |
| Sucho                 |       |

## Klasyfikacja po rundzie

### Kierowcy
| Poz. | +/- | Kierowca            | Starty | Punkty | P1 | P2 | P3 | PP | NO | NS | DK | NW |
| ---- | --- | ------------------- | ------ | ------ | -- | -- | -- | -- | -- | -- | -- | -- |
| 1    |     | Robert Huff         | 2      | 37     | 1  | –  | –  | 1  | 2  | –  | –  | –  |
| 2    |     | Alain Menu          | 2      | 33     | 1  | –  | –  | 1  | –  | –  | –  | –  |
| 3    |     | Yvan Muller         | 2      | 33     | –  | 1  | 1  | –  | –  | –  | –  | –  |
| 4    |     | Tom Coronel         | 2      | 30     | –  | 1  | –  | –  | –  | –  | –  | –  |
| 5    |     | Carlos "Cacá" Bueno | 2      | 25     | –  | –  | 1  | –  | –  | –  | –  | –  |
| 6    |     | Gabriele Tarquini   | 2      | 14     | –  | –  | –  | –  | –  | –  | –  | –  |
| 7    |     | Kristian Poulsen    | 2      | 10     | –  | –  | –  | –  | –  | –  | –  | –  |
| 8    |     | Tiago Monteiro      | 2      | 6      | –  | –  | –  | –  | –  | –  | –  | –  |
| 9    |     | Javier Villa        | 2      | 4      | –  | –  | –  | –  | –  | –  | –  | –  |
| 10   |     | Michel Nykjær       | 2      | 4      | –  | –  | –  | –  | –  | 1  | –  | –  |
| 11   |     | Franz Engstler      | 2      | 4      | –  | –  | –  | –  | –  | –  | –  | –  |
| 12   |     | Pepe Oriola         | 2      | 1      | –  | –  | –  | –  | –  | –  | –  | –  |
| 13   |     | Mehdi Bennani       | 1      | 1      | –  | –  | –  | –  | –  | –  | –  | 1  |
| 14   |     | Darryl O’Young      | 2      | 0      | –  | –  | –  | –  | –  | 1  | –  | –  |
| 15   |     | Robert Dahlgren     | 2      | 0      | –  | –  | –  | –  | –  | –  | –  | –  |
| 16   |     | Aleksiej Dudukało   | 2      | 0      | –  | –  | –  | –  | –  | –  | –  | –  |
| 17   |     | Yukinori Taniguchi  | 2      | 0      | –  | –  | –  | –  | –  | –  | –  | –  |
| 18   |     | Fredy Barth         | 2      | 0      | –  | –  | –  | –  | –  | 1  | –  | –  |
| 19   |     | Marchy Lee          | 2      | 0      | –  | –  | –  | –  | –  | –  | –  | –  |
| 20   |     | Fabio Fabiani       | 2      | 0      | –  | –  | –  | –  | –  | 1  | –  | –  |
| Poz. | +/- | Kierowca            | Starty | Punkty | P1 | P2 | P3 | PP | NO | NS | DK | NW |

### Producenci
| Poz. | +/- | Producent                      | Starty | Punkty | P1 | P2 | P3 | PP | NO | NS | DK | NW |
| ---- | --- | ------------------------------ | ------ | ------ | -- | -- | -- | -- | -- | -- | -- | -- |
| 1    |     | Chevrolet                      | 2      | 83     | 2  | 1  | 2  | 2  | 2  | 1  | –  | –  |
| 2    |     | BMW Customer Racing Teams      | 2      | 53     | –  | 1  | –  | –  | –  | 1  | –  | 1  |
| 3    |     | SR Customer Racing             | 2      | 40     | –  | –  | –  | –  | –  | 2  | –  | –  |
| 4    |     | Volvo Polestar Evaluation Team | 2      | 12     | –  | –  | –  | –  | –  | –  | –  | –  |
| Poz. | +/- | Producent                      | Starty | Punkty | P1 | P2 | P3 | PP | NO | NS | DK | NW |